# Lista de jogos eletrônicos baseados na DC Comics
Esta é uma lista de jogo de videogames baseados em franquias da DC Comics.

## Jogos
| Título                                         | Lançamento | Platforma(s) | Desenvolvedora(s)                                                 | Publicadora(s)                                                    |
| ---------------------------------------------- | ---------- | --- | ----------------------------------------------------------------- | ----------------------------------------------------------------- |
| Superman                                       | 1979       | Atari 2600 | Atari                                                             | Atari                                                             |
| Superman: The Game                             | 1985       | Acorn Electron, BBC Micro, Commodore 16, Commodore 64, Commodore Plus/4, ZX Spectrum                                                 | First Star                                                        | First Star, Prism Leisure                                         |
| Batman                                         | 1986       | Amstrad CPC, Amstrad PCW, MSX, ZX Spectrum                                                                                           | Ocean                                                             | Ocean                                                             |
| Superman                                       | 1987       | NES | Kemco                                                             | Kemco                                                             |
| Batman: The Caped Crusader                     | 1988       | Amiga, Amstrad CPC, Atari ST, Commodore 64, MS-DOS, ZX Spectrum                                                                      | Special FX Software Ltd                                           | Ocean                                                             |
| Superman                                       | 1988       | Arcade | Taito                                                             | Taito                                                             |
| Superman: The Man of Steel                     | 1989       | Acorn Electron, Amiga, Amstrad CPC, Apple II, Atari ST, BBC Micro, Commodore 64, IBM PC, MSX, ZX Spectrum                            | Tynesoft                                                          | Capstone                                                          |
| Batman                                         | 1989       | Amiga, Atari ST, Commodore 64, Amstrad CPC, ZX Spectrum, MSX, MS-DOS                                                                 | Ocean                                                             | Ocean                                                             |
| Batman                                         | 1989       | NES | Sunsoft                                                           | Sunsoft                                                           |
| Batman: The Video Game                         | 1990       | Mega Drive | Sunsoft                                                           | Sunsoft                                                           |
| Batman                                         | 1990       | Arcade | Data East                                                         | Atari Games                                                       |
| Batman: Return of the Joker                    | 1991       | Game Boy, NES, Mega Drive | Ringler, Sunsoft                                                  | Sunsoft                                                           |
| The Flash                                      | 1991       | Game Boy | Equilibrium Inc.                                                  | THQ                                                               |
| Swamp Thing                                    | 1992       | Game Boy, NES | Imagineering                                                      | THQ                                                               |
| Superman                                       | 1992       | Mega Drive | Sunsoft                                                           | Sunsoft                                                           |
| Batman Returns                                 | 1993       | Amiga, Atari Lynx, Atari ST, IBM PC, NES, Mega Drive, Mega-CD, Sega Game Gear, Sega Master System, SNES                              | Acme, Aspect, Atari, Dentons, Konami, Malibu, Spirit of Discovery | Konami, Sega                                                      |
| The Flash                                      | 1993       | Sega Master System | Acclaim Cheltenham                                                | Sega                                                              |
| Batman: The Animated Series                    | 1993       | Game Boy | Konami                                                            | Konami                                                            |
| The Death and Return of Superman               | 1994       | SNES, Mega Drive | Blizzard Entertainment, Sunsoft                                   | Sunsoft                                                           |
| The Adventures of Batman & Robin               | 1994       | Mega Drive, Mega-CD, SNES, Sega Game Gear                                                                                            | Clockwork Tortoise, Konami, Novotrade                             | Konami, Sega                                                      |
| Batman Forever                                 | 1995       | Game Boy, Mega Drive, Microsoft Windows, Sega Game Gear, SNES                                                                        | Acclaim Entertainment, Acclaim Cheltenham                         | Acclaim                                                           |
| Justice League Task Force                      | 1995       | Mega Drive, SNES | Blizzard Entertainment, Condor, Sunsoft                           | Acclaim                                                           |
| Batman Forever: The Arcade Game                | 1996       | Arcade, Microsoft Windows, PlayStation, Sega Saturn                                                                                  | Iguana                                                            | Acclaim                                                           |
| Batman & Robin                                 | 1998       | Game.com, PlayStation | Acclaim Cheltenham, Tiger Electronics                             | Acclaim                                                           |
| Superman                                       | 1999       | Nintendo 64 | Titus                                                             | Titus                                                             |
| Batman Beyond: Return of the Joker             | 2000       | Game Boy Color, Nintendo 64, PlayStation                                                                                             | Kemco                                                             | Ubisoft                                                           |
| Batman: Chaos in Gotham                        | 2001       | Game Boy Color | Backbone Entertainment                                            | Ubisoft                                                           |
| Batman: Gotham City Racer                      | 2001       | PlayStation | Ubisoft                                                           | Ubisoft                                                           |
| Batman Vengeance                               | 2001       | PlayStation 2, Xbox, Microsoft Windows, Nintendo GameCube, Game Boy Advance                                                          | Ubisoft Montreal, Ubisoft Shanghai                                | Ubisoft                                                           |
| Justice League: Injustice for All              | 2002       | Game Boy Advance | Saffire Corporation                                               | Midway                                                            |
| Superman: Shadow of Apokolips                  | 2002       | PlayStation 2, Nintendo GameCube | Infogrames Entertainment, SA                                      | Atari                                                             |
| Superman: The Man of Steel                     | 2002       | Xbox | Circus Freak                                                      | Atari                                                             |
| Batman: Dark Tomorrow                          | 2003       | Nintendo GameCube, Xbox | HotGen                                                            | Kemco                                                             |
| Superman: Countdown to Apokolips               | 2003       | Game Boy Advance | Mistic                                                            | Atari                                                             |
| Aquaman: Battle for Atlantis                   | 2003       | Nintendo GameCube, Xbox | Lucky Chicken                                                     | TDK                                                               |
| Batman: Rise of Sin Tzu                        | 2003       | Game Boy Advance, Nintendo GameCube, PlayStation 2, Xbox                                                                             | Ubisoft Montreal                                                  | Ubisoft                                                           |
| Justice League: Chronicles                     | 2003       | Game Boy Advance | Full Fat                                                          | Midway Games                                                      |
| Catwoman                                       | 2004       | PlayStation 2, Xbox, Microsoft Windows, Game Boy Advance, Nintendo GameCube                                                          | Argonaut Games, Electronic Arts, Magic Pockets                    | Electronic Arts                                                   |
| Constantine                                    | 2005       | PlayStation 2, Xbox, Microsoft Windows                                                                                               | Bits, SCi                                                         | THQ, Warner Bros. Interactive Entertainment                       |
| Batman Begins                                  | 2005       | PlayStation 2, Xbox, Nintendo GameCube, Game Boy Advance, Mobile                                                                     | Eurocom                                                           | Electronic Arts, Warner Bros. Interactive Entertainment           |
| Teen Titans                                    | 2006       | PlayStation 2, Xbox, Nintendo GameCube                                                                                               | Behavior Interactive                                              | THQ                                                               |
| Justice League Heroes                          | 2006       | PlayStation 2, PlayStation Portable, Xbox, Nintendo DS                                                                               | Snowblind Studios                                                 | Eidos Interactive, Warner Bros Interactive Entertainment          |
| Justice League Heroes: The Flash               | 2006       | Game Boy Advance | WayForward Technologies                                           | Eidos Interactive, Warner Bros Interactive Entertainment          |
| Teen Titans                                    | 2006       | Game Boy Advance | Behavior Interactive                                              | Majesco                                                           |
| Teen Titans 2                                  | 2006       | Game Boy Advance | Behavior Interactive                                              | Majesco                                                           |
| Superman Returns                               | 2006       | PlayStation 2, PlayStation Portable, Xbox, Xbox 360, Nintendo DS                                                                     | EA Tiburon                                                        | Electronic Arts                                                   |
| Superman Returns: Fortress of Solitude         | 2006       | Game Boy Advance | EA Tiburon, Santa Cruz Games                                      | Electronic Arts                                                   |
| Lego Batman: The Videogame                     | 2008       | PlayStation 2, PlayStation 3, PlayStation Portable, Xbox 360, Microsoft Windows, Nintendo Wii, Nintendo DS, Mac OS X, Mobile         | Feral Interactive, Traveller's Tales, TT Fusion                   | Warner Bros. Interactive Entertainment                            |
| Mortal Kombat vs. DC Universe                  | 2008       | PlayStation 3, Xbox 360 | Midway Games, Warner Bros. Interactive Entertainment              | Midway                                                            |
| Watchmen: The End is Nigh                      | 2009       | PlayStation 3, Xbox 360, Microsoft Windows                                                                                           | Deadline Games                                                    | Warner Bros. Interactive Entertainment                            |
| Batman: Arkham Asylum                          | 2009       | PlayStation 3, Xbox 360, Microsoft Windows, Mac OS X                                                                                 | Rocksteady Studios                                                | Eidos Interactive, Warner Bros. Interactive Entertainment         |
| Justice League Heroes United                   | 2009       | Arcade | Konami                                                            | Konami                                                            |
| Batman: The Brave and the Bold - The Videogame | 2010       | Nintendo DS, Nintendo Wii | WayForward Technologies                                           | Warner Bros. Interactive Entertainment                            |
| DC Universe Online                             | 2011       | PlayStation 3, PlayStation 4, Xbox One, Microsoft Windows                                                                            | Sony Online Entertainment                                         | Sony Online Entertainment, Warner Bros. Interactive Entertainment |
| Green Lantern: Rise of the Manhunters          | 2011       | PlayStation 3, Xbox 360, Nintendo DS, Nintendo 3DS, Nintendo Wii, iOS                                                                | Double Helix Games, Griptonite Games                              | Warner Bros. Interactive Entertainment                            |
| Batman: Arkham City                            | 2011       | PlayStation 3, Xbox 360, Microsoft Windows, Mac OS X, Nintendo Wii U                                                                 | Rocksteady Studios                                                | Warner Bros. Interactive Entertainment                            |
| Batman: Arkham City Lockdown                   | 2011       | Android, iOS | NetherRealm Studios                                               | Warner Bros. Interactive Entertainment                            |
| Gotham City Impostors                          | 2012       | PlayStation 3, Xbox 360, Microsoft Windows                                                                                           | Monolith Productions                                              | Warner Bros. Interactive Entertainment                            |
| Lego Batman 2: DC Super Heroes                 | 2012       | PlayStation 3, PlayStation Vita, Xbox 360, Microsoft Windows, Mac OS X, Nintendo Wii, Nintendo Wii U, Nintendo DS, Nintendo 3DS, iOS | Traveller's Tales                                                 | Warner Bros. Interactive Entertainment                            |
| The Dark Knight Rises                          | 2012       | Android, iOS | Gameloft                                                          | Warner Bros. Interactive Entertainment                            |
| Justice League: Earth's Final Defense          | 2012       | Android, iOS | Netmarble                                                         | Warner Bros. Interactive Entertainment                            |
| Injustice: Gods Among Us                       | 2013       | Playstation 3, PlayStation 4, PlayStation Vita, Xbox 360, Xbox One, Microsoft Windows, Nintendo Wii U, Android, iOS                  | NetherRealm Studios                                               | Warner Bros. Interactive Entertainment                            |
| The Wolf Among Us                              | 2013       | Playstation 3, Xbox 360, Microsoft Windows, Mac OS X, Android, iOS                                                                   | Telltale Games                                                    | Telltale Games                                                    |
| Man of Steel                                   | 2013       | Android, iOS | Warner Bros. Interactive Entertainment                            | Warner Bros. Interactive Entertainment                            |
| Young Justice: Legacy                          | 2013       | PlayStation 3, Xbox 360, Microsoft Windows, Nintendo 3DS                                                                             | Little Orbit                                                      | Warner Bros. Interactive Entertainment                            |
| Scribblenauts Unmasked: A DC Comics Adventure  | 2013       | PlayStation 4, Xbox One, Microsoft Windows, Nintendo Switch, Nintendo Wii U, Nintendo 3DS                                            | 5th Cell                                                          | Warner Bros. Interactive Entertainment                            |
| Batman: Arkham Origins                         | 2013       | PlayStation 3, Xbox 360, Microsoft Windows, Nintendo Wii U                                                                           | WB Games Montreal                                                 | Warner Bros. Interactive Entertainment                            |
| Batman: Arkham Origins                         | 2013       | Android, iOS | NetherRealm Studios                                               | Warner Bros. Interactive Entertainment                            |
| Batman: Arkham Origins Blackgate               | 2013       | PlayStation 3, PlayStation Vita, Xbox 360, Microsoft Windows, Nintendo Wii U, Nintendo 3DS                                           | Armature Studio                                                   | Warner Bros. Interactive Entertainment                            |
| Batman                                         | 2013       | Arcade | Specular Interactive                                              | Raw Thrills                                                       |
| Lego Batman 3: Beyond Gotham                   | 2014       | PlayStation 3, PlayStation 4, PlayStation Vita, Xbox 360, Xbox One, Microsoft Windows, Mac OS X, Nintendo Wii U, Nintendo 3DS, iOS   | Traveller's Tales                                                 | Warner Bros. Interactive Entertainment                            |
| Doodle Jump DC Super Heroes                    | 2014       | Android, iOS | Lima Sky LLC                                                      | Lima Sky LLC                                                      |
| Infinite Crisis                                | 2015       | Microsoft Windows | Turbine, Inc.                                                     | Warner Bros. Interactive Entertainment                            |
| Batman: Arkham Knight                          | 2015       | PlayStation 4, Xbox One, Microsoft Windows                                                                                           | Rocksteady Studios                                                | Warner Bros. Interactive Entertainment                            |
| Lego Dimensions                                | 2015       | PlayStation 3, PlayStation 4, Xbox 360, Xbox One, Nintendo Wii U                                                                     | Traveller's Tales                                                 | Warner Bros. Interactive Entertainment                            |
| Batman: Arkham Underworld                      | 2016       | Android, iOS | Turbine, Inc.                                                     | Warner Bros. Interactive Entertainment                            |
| Suicide Squad: Special Ops                     | 2016       | Microsoft Windows, Mac OS X, Apple TV, Android, iOS                                                                                  | Sticky Studios                                                    | Warner Bros. Interactive Entertainment                            |
| Batman: Return to Arkham                       | 2016       | PlayStation 4, Xbox One | Virtuos                                                           | Warner Bros. Interactive Entertainment                            |
| Batman: The Telltale Series                    | 2016       | PlayStation 3, PlayStation 4, PlayStation Vita, Xbox 360, Xbox One, Nintendo Switch, Microsoft Windows, Mac OS X, Android, iOS       | Telltale Games                                                    | Telltale Games                                                    |
| Batman: Arkham VR                              | 2016       | PlayStation VR, HTC Vive, Oculus Rift                                                                                                | Rocksteady Studios                                                | Warner Bros. Interactive Entertainment                            |
| DC Legends                                     | 2016       | Microsoft Windows, Mac OS X, Android, iOS                                                                                            | WB Games San Francisco                                            | Warner Bros. Interactive Entertainment                            |
| Injustice 2                                    | 2017       | PlayStation 4, Xbox One, Microsoft Windows                                                                                           | NetherRealm Studios                                               | Warner Bros. Interactive Entertainment                            |
| Wonder Woman: Rise of the Warrior              | 2017       | Microsoft Windows, Android, iOS | WB Games                                                          | Warner Bros. Interactive Entertainment                            |
| Batman: The Enemy Within                       | 2017       | PlayStation 4, Xbox One, Nintendo Switch, Microsoft Windows, Mac OS X, Android, iOS                                                  | Telltale Games                                                    | Telltale Games                                                    |
| DC Unchained                                   | 2018       | Android, iOS | FourThirtyThree Inc.                                              | FourThirtyThree Inc.                                              |
| Lego DC Super-Villains                         | 2018       | PlayStation 4, Xbox One, Nintendo Switch, Microsoft Windows                                                                          | Traveller's TAles                                                 | Warner Bros. Interactive Entertainment                            |
| TBA                                            | TBA        | TBA | WB Games Montréal                                                 | Warner Bros. Interactive Entertainment                            |
| TBA                                            | TBA        | TBA | WB Games Montréal                                                 | Warner Bros. Interactive Entertainment                            |